# Prise d'antenne
La prise d'antenne TV ou prise TV ou encore connecteur IEC 61169-2 (en anglais : Belling-Lee connector ), est une connectique coaxiale permettant de véhiculer des fréquences radioélectriques pour utilisation dans les réseaux de télédistribution par câble, à impédance 75 ohms.
Au sens strict, la désignation « prise d'antenne TV » se rapporte au connecteur femelle châssis, généralement fixé sur une paroi murale et à proximité d'un téléviseur.
La connectique IEC 61169-2 est adaptée aux équipements de télévision terrestres, par câble et plus rarement par satellite. On trouve ce connecteur sur les téléviseurs, les magnétoscopes, DVDscopes, terminaux ou box Internet dotées d'un démodulateur ou tuner TV, certaines cartes d'acquisition vidéo, convertisseurs ou adaptateurs, etc.
Cette prise est progressivement remplacée par la fiche F, conçue aux États-Unis par la société Jerrold Electronics au début des années 1950.
La norme internationale IEC (CEI) 61169-2 concerne à la fois les variantes de la prise : mâle, femelle, châssis, prolongateur, adaptateur, etc. Le diamètre externe officiel normalisé est de 9,52mm pour la prise mâle.

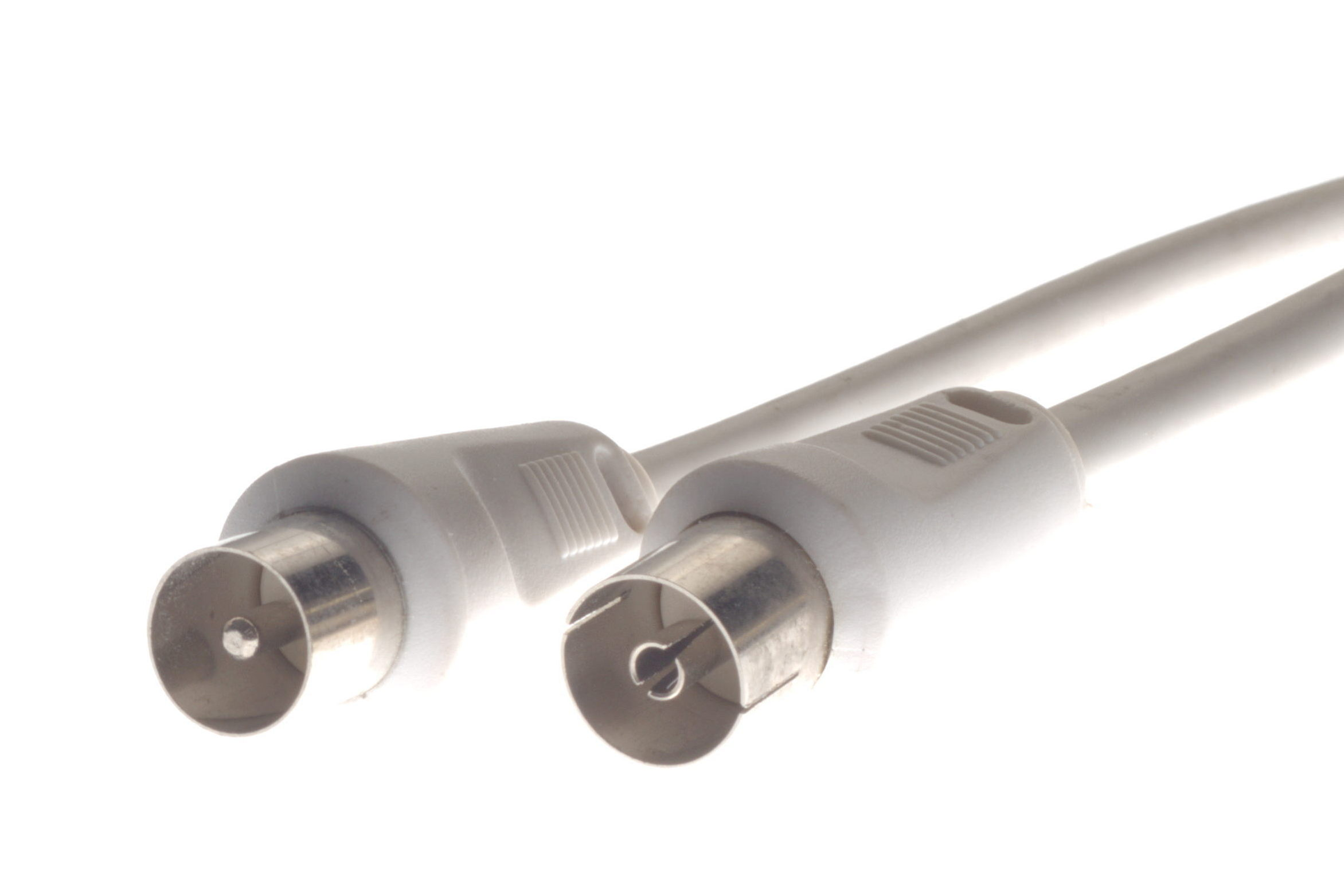
Cordon prolongateur mâle / femelle.

Les dimensions de cette prise d'antenne ont peu évolué depuis sa conception au début des années 1920.

## Histoire
La connectique est inventée par la société Belling & Lee Ltd, à Enfield, au Royaume-Uni à parti de l'année 1922.
Le connecteur  coaxial CEI 61169-2 de type 9.52, fait référence au diamètre extérieur du connecteur mâle, lequel est précisément fixé à 9,525 millimètres.
En France et dans certains pays francophones, une variante similaire devenue obsolète de la prise exploitant un diamètre de 9 millimètres a été exploitée à partir des années 1930, jusqu'à la fin des années 1980, avant l'adoption de la norme internationale IEC à 9,52mm. Sur certains appareils et téléviseurs fabriqués avant 1985, l'ancienne norme française à 9mm peut être présente. Un adaptateur est alors requis pour la compatibilité avec la norme actuelle à 9.52mm.

## Description

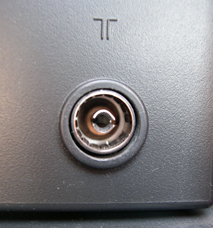
Connecteur d'antenne châssis IEC à 9,52mm, sur prise murale. La broche centrale est constituée de deux ou plusieurs picots s'écartant, permettant de fixer la prise mâle.

Conformément à leur présentation la plus courante, les connecteurs IEC 9.52 peuvent être reliés entre eux, par simple coulissement, l'un dans l'autre. Il existe toutefois également une variante à vis spécifiée pour un pas de filetage à M14×1.1. Le câble coaxial associé à la norme IEC à 9.52mm doit être conforme. Pour l'assemblage et la fixation du connecteur avec le câble coaxial, différentes formules industrielles existent : sertissage avec outil spécialisé, visserie, soudure, etc.
À la différence du connecteur fiche F, le connecteur IEC n'est généralement pas verrouillé par un vissage.
Le connecteur respecte l'adaptation d’impédance à 75 ohms et préserve la bande passante, dans les fréquences radioélectriques concernées allant de la VHF bande I à l'UHF bande V.

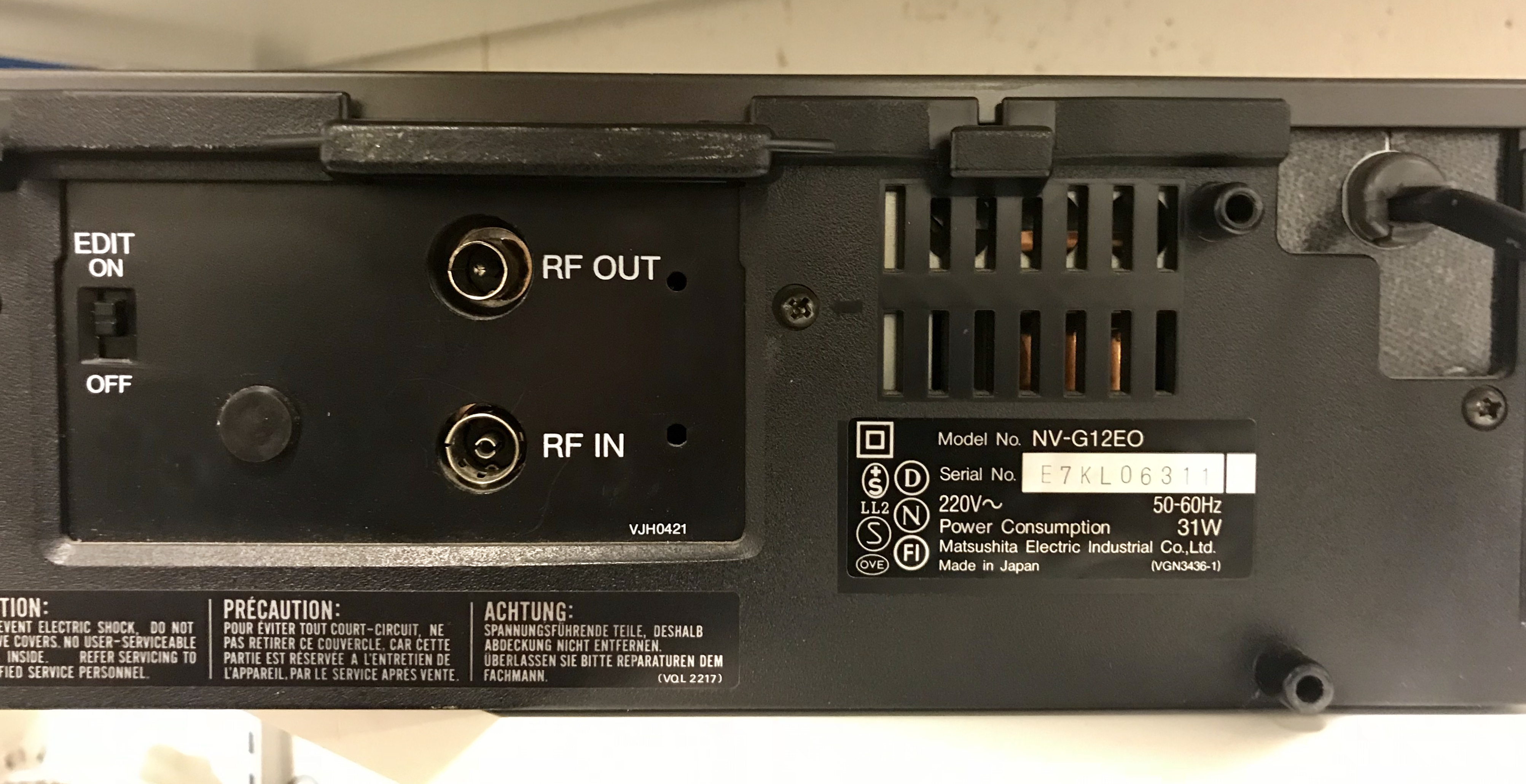
Connexions d'entrée et sortie TV (à gauche), sur un magnétoscope.

## Usage
Cette connectique est communément utilisée dans le domaine de la télévision numérique terrestre, de la télévision par câble, et plus rarement, par la télévision par satellite.
On le retrouve sur les téléviseurs, les adaptateurs de télévision numérique terrestre, les enregistreurs vidéo de type magnétoscope ou DVDscope ou les box Internet équipées de démodulateur (tuner) pour recevoir les signaux de télévision.

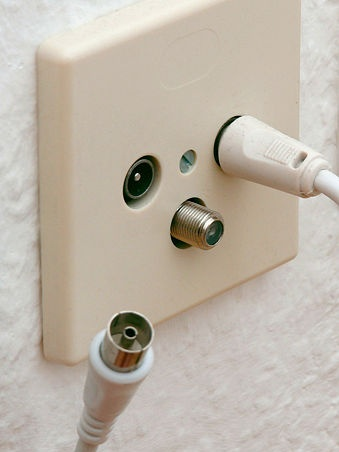
Certaines prises murales sont également dotées (en bas) d'une prise fiche F en complément des prises IEC, notamment pour la réception satellite.

## Adaptateurs
Il existe différents modèles d'adaptateurs ou convertisseurs de formats adaptés à plusieurs usages distincts :
- adaptateur femelle-femelle, utilisé par exemple pour relier deux câbles, ou pour équiper des prises murales,
- adaptateur mâle-mâle, utilisé par exemple pour connecter au plus court un diplexeur et un pré-amplificateur,
- adaptateur mâle-femelle coudé, permettant un raccordement à angle droit,
- adaptateur vers une autre norme, par exemple vers un connecteur fiche F,
- terminateur mâle 75 ohms dit bouchon, que l'on peut, le cas échéant, connecter sur des prises inutilisées pour préserver l'impédance du circuit.
- adaptateur mâle-femelle convertissant l'ancienne norme française à 9mm à la norme IEC à 9.52mm.
- prise stop courant, permettant d'isoler le téléviseur de la tension pouvant être présente sur la prise d'une ancienne antenne TV collective non conforme

Certains cordons TV à la norme IEC peuvent être également dotés d'autres prises pour adapter l'installation.

## Notes et références

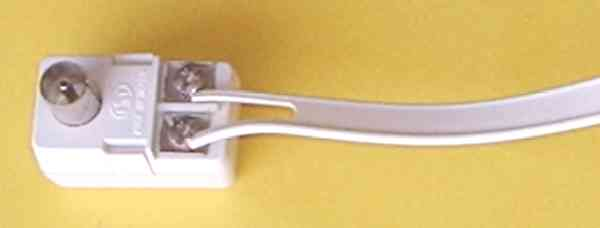
Une antenne (radio) symétrisée nécessite un adaptateur IEC de type "balun".